# Jordi Nabau Pérez
Jordi Nabau Pérez   (la Fuliola, 17 de juliol de 1937 - Barcelona, 2000) va ser un dibuixant de còmic català.

## Biografia
Fill del dibuixant Salvador Nabau, que havia treballat al "TBO", Jordi Nabau va tenir una formació autodidacta i va iniciar la seva carrera molt jove, rotulant còmics del seu pare. Al principi sobretot sovint treballava amb el seu pare o amb Ana Maria Rodríguez Ruiz (coneguda com a Anita Rodríguez), també dibuixant, amb la que es va casar. La seva primera historieta se la van publicar quan acabava de fer els 16 anys, a la revista "Jaimito". Poc després va començar a il·lustrar portades per a diversos serials de Toray com Lindaflor, Hombres Intrépidos, Bleck el Gigante i Átomo Kid.
En els seus inicis utilitzaven la fotografia per copiar gestos, enquadraments. De vegades imitava estils, perspectives dramàtiques de còmics americans com Rip Kirby o Ben Bolt.
Mentre realitzava el servei militar obligatori a Maó, va crear diverses sèries còmiques per a la revista "Tío Vivo", incloent-hi El recluta Canuto, reflex de la seva experiència en la caserna. Tot i que els acudits eren molt innocents sobre tòpics de la mili, inicialment no van agradar als comandaments de la caserna, pel que havia de mostrar-los i alguns li van ser censurats, però a poc a poc l'especial carisma del seu "Recluta Canó" va anar guanyant la simpatia dels que al principi no agradaven uns acudits sobre el servei militar.
També va participar en la fundació d'una altra revista autogestionada, "Pepe Cola". A la seva tornada a Barcelona, va continuar col·laborant amb Toray en les seves col·leccions de novel·les gràfiques.
A la fi dels 70, va començar a col·laborar amb Bruguera, continuant la seva sèrie Capitàn Barba Loca, iniciada com El Capitán Trinquete a Toray, mentre seguia produint còmics didàctics per a editorials de llibres de text, com Vicens-Vives, la sèrie Mr. Barrett´s Circus per a Inglés Junior, i per al mercat exterior, especialment Alemanya. Va compartir estudi amb Raf.
Al final ja de la seva carrera professional, va treballar en la revista "Puta Mili" d'Ediciones El Jueves.

## Obra
| Any      | Títol                   | Guionista        | Tipus             | Publicació    |
| -------- | ----------------------- | ---------------- | ----------------- | ------------- |
| 1956     | Lindaflor 15, 19        |                  | Serial            | Toray         |
| 1958     | Ríase...                |                  | Sèrie col·lectiva | Tío Vivo      |
| 1959     | Robustiana              |                  | Sèrie             | Tío Vivo      |
| 1959     | El recluta Canuto       |                  | Sèrie             | Tío Vivo      |
| 1960     | Jacobino, gamberro fino |                  | Sèrie             | Tío Vivo      |
| 1962     | Relatos de Guerra       |                  | Serial            | Toray         |
| 1962     | Brigada Secreta         |                  | Serial            | Toray         |
| 1964     | Serenata Extra          |                  | Serial            | Toray         |
| 1968     | Donald Cash             | Eugenio Sotillos | Sèrie             | Hurón         |
| 1968     | Hombres Famosos         |                  | Serial            | Toray         |
| 1970     | El capitán Trinquete    | Eugenio Sotillos | Serie             | Pulgarcito    |
| 197?     | Maxi y Mofletes         | Jesús de Cos     | Sèrie             | Zipi y Zape   |
| 1978     | Barrett's Circus        |                  |                   | Inglés Junior |
| 198-     | Adelino Flequillo       | Jesús de Cos     | Sèrie             | Zipi y Zape   |
| 198-     | Tim y Tom               |                  | Sèrie             | Zipi y Zape   |
| 05/1994- | Los kakikachondos       | Jordi Nabau      | Sèrie             | Puta Mili     |